# Чырпыкты
Чырпыкты (кирг. Чырпыкты) — село в Иссык-Кульском районе Иссык-Кульской области Кыргызстана. Входит в состав Тамчынского аильного округа. Код СОАТЕ — 41702 215 830 03 0.

## Население
По данным переписи 2009 года, в селе проживало 2008 человек.

## Известные жители
- Тыныстанов, Касым (1901—1938) — киргизский поэт, основоположник киргизской письменности в латинице.
- Букалаев, Камчыбек — киргизский композитор, народный артист КР.